# Commelina eckloniana
Commelina eckloniana là một loài thực vật có hoa trong họ Commelinaceae. Loài này được Kunth mô tả khoa học đầu tiên năm 1843.